# Teijirō Furukawa
Pour les articles homonymes, voir Furukawa.
Teijirō Furukawa (古川 貞二郎, Furukawa Teijirō), né le 11 septembre 1934 dans la préfecture de Saga et mort le 5 septembre 2022 à Tokyo, est un haut fonctionnaire japonais qui a été secrétaire général adjoint du Cabinet de 1995 à 2003. À ce titre, il a été en fonction sous cinq premiers ministres successifs. Il a auparavant occupé le poste de vice-ministre administratif de la Santé et des Affaires sociales de 1993 à 1994.

## Jeunesse et débuts
Teijirō Furukawa est né le 11 septembre 1934 à Kasuga, aujourd'hui sur le territoire de la ville de Saga, dans la préfecture du même nom, dans une famille d'agriculteurs. Après avoir fait son lycée à Saga, Furukawa s'inscrit à l'université de Saga mais, après un an, part étudier le droit à l'université de Kyūshū. Pendant ses études, il échoue à l'examen du service civique national,.
Après avoir obtenu son diplôme en 1958, Furukawa est embauché par la préfecture de Nagasaki. En septembre de l'année suivante, il passe l'examen du service civique national et, en janvier 1960, il entre au ministère de la Santé et des Affaires sociales.

## Carrière administrative
Furukawa occupe plusieurs postes au sein du ministère avant d'être délégué auprès du secrétariat du Cabinet en juin 1986 en tant que conseiller en chef du Cabinet (首席内閣参事官, shuseki naikaku sanjikan). À ce titre, il est impliqué dans l'organisation des funérailles de l'empereur Hirohito et du passage à l'ère Heisei en 1989.
Furukawa retourne au ministère de la Santé et des Affaires sociales en juin 1989 pour prendre la direction du bureau de l'enfance et des familles. En juin de l'année suivante, il est nommé premier secrétaire au sein du secrétariat du ministère et, en juillet 1992, il devient directeur du bureau des assurances. Nommé vice-ministre administratif de la Santé et des Affaires sociales en juin 1993, il prend sa retraite un peu plus d'un an plus tard en septembre 1994,.
Cependant, en février 2015, il est nommé secrétaire général adjoint du Cabinet, chargé des affaires administratives, en remplacement de Nobuo Ishihara qui a démissionné pour se porter candidat à l'élection du gouverneur de Tokyo de 1995. Immédiatement après sa nomination, Furukawa est chargé de coordonner l'action des ministères dans la reconstruction des régions touchées par le séisme de 1995 à Kobe. Il supervise la préparation et la mise en œuvre de la réforme du gouvernement central de 2001 ainsi que la construction de la nouvelle résidence du Premier ministre de 1999 à 2002.
Il prend définitivement sa retraite en septembre 2003, après avoir été en fonction sous cinq premiers ministres successifs, à savoir Tomiichi Murayama, Ryūtarō Hashimoto, Keizō Obuchi, Yoshirō Mori et Jun'ichirō Koizumi. Secrétaire général adjoint pendant huit ans et sept mois, Furukawa détenait le record de longévité à ce poste jusqu'à ce que Kazuhiro Sugita le batte en juillet 2021.
Furukawa meurt d'une septicémie le 5 septembre 2022 dans un hôpital de Tokyo, à l'âge de 87 ans.